# Йоганнес Франц Гартман
Йоганнес Франц Гартман (нім. Johannes Franz Hartmann, ісп. Juan Hartmann; 11 січня 1865 — 13 вересня 1936) — німецький, згодом аргентинський астроном.
Родився в Ерфурті. Освіту здобув і університетах Тюбінгена, Берліна і Лейпціга. У 1891—1896 працював у Лейпцизькій, в 1896—1909 — у Потсдамській обсерваторіях (з 1902 — професор). У 1909—1921 — професор астрономії Геттінгенського університету і директор університетської обсерваторії, в 1921—1935 — директор обсерваторії Ла-Плата (Аргентина).
Основні наукові роботи присвячені спектроскопії і астрономічному приладобудуванню. У 1904 відкрив існування міжзоряного газу: встановив, що лінія поглинання йона кальцію в спектрі подвійної зірки δ Оріона не бере участь в періодичних зсувах решти ліній, і правильно пояснив походження цієї лінії поглинанням у хмарі, розташованої між Сонцем і δ Оріона і містить газоподібний кальцій. Під час протистояння Ероса в 1931—1932 виконав нове визначення сонячного паралакса. Сконструював астрономічні прилади, що набули широкого поширення: спектрофотометр, що носить його ім'я (1899), спектрокомпаратор (1904), універсальний фотометр. Запропонував інтерполяційну формулу для знаходження дисперсії призматичного спектрографа (формула Гартмана). У 1904 році розробив метод точного дослідження якості великих астрономічних об'єктивів за допомогою спеціальної діафрагми (метод Гартмана).
Виявив три астероїди: 965 Анжеліка (4 листопада 1921), 1029 La Plata (28 квітня 1924), 1254 Erfordia (10 травня 1932).